# Мак-Лейн (округ, Кентукки)
Мак-Лейн (англ. McLean) — округ в штате Кентукки, США. Официально образован в 1854 году. По состоянию на 2010 год, численность населения составляла 9 531 человека.

## География
По данным Бюро переписи США, общая площадь округа равняется 663,481 км2, из которых 658,638 км2 суша и 1,880 км2 или 0,730 % это водоёмы.

### Соседние округа
- Хендерсон  (северо-запад)
- Дейвисс  (северо-восток)
- Огайо  (восток)
- Мьюленберг  (юг)
- Хопкинс  (юго-запад)
- Уэбстер  (запад)

## Население
По данным переписи населения 2000 года в округе проживает 9 938 жителей в составе 3 984 домашних хозяйств и 2 880 семей. Плотность населения составляет 15,00 человек на км2. На территории округа насчитывается 4 392 жилых строений, при плотности застройки около 6,60-ти строений на км2. Расовый состав населения: белые — 98,58 %, афроамериканцы — 0,36 %, коренные американцы (индейцы) — 0,16 %, азиаты — 0,04 %, гавайцы — 0,01 %, представители других рас — 0,31 %, представители двух или более рас — 0,53 %. Испаноязычные составляли 0,84 % населения независимо от расы.
В составе 32,30 % из общего числа домашних хозяйств проживают дети в возрасте до 18 лет, 60,00 % домашних хозяйств представляют собой супружеские пары проживающие вместе, 8,70 % домашних хозяйств представляют собой одиноких женщин без супруга, 27,70 % домашних хозяйств не имеют отношения к семьям, 24,70 % домашних хозяйств состоят из одного человека, 11,40 % домашних хозяйств состоят из престарелых (65 лет и старше), проживающих в одиночестве. Средний размер домашнего хозяйства составляет 2,47 человека, и средний размер семьи 2,93 человека.
Возрастной состав округа: 24,20 % моложе 18 лет, 8,30 % от 18 до 24, 27,70 % от 25 до 44, 25,40 % от 45 до 64 и 25,40 % от 65 и старше. Средний возраст жителя округа 38 лет. На каждые 100 женщин приходится 96,40 мужчин. На каждые 100 женщин старше 18 лет приходится 93,20 мужчин.
Средний доход на домохозяйство в округе составлял 29 675 USD, на семью — 35 322 USD. Среднестатистический заработок мужчины был 28 446 USD против 19 432 USD для женщины. Доход на душу населения составлял 16 046 USD. Около 13,70 % семей и 16,00 % общего населения находились ниже черты бедности, в том числе — 21,10 % молодёжи (тех, кому ещё не исполнилось 18 лет) и 18,50 % тех, кому было уже больше 65 лет.